# Over the Hills and Far Away (traditionelles Lied)

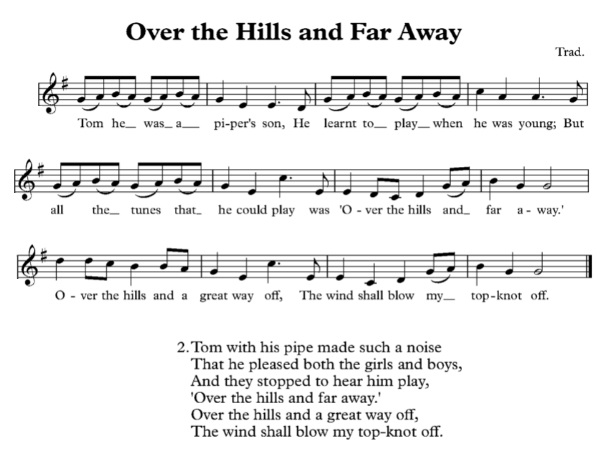
Noten zu Over the Hills and Far Away

Over the Hills and Far Away („Über die Hügel und weit weg“) ist ein traditionelles Volkslied aus Großbritannien, dessen Ursprünge nicht gesichert sind. Es wurde unter anderem 1719 von dem englischen Dramatiker Thomas d’Urfey in seiner Liedersammlung Wit and Mirth, or Pills to Purge Melancholy mit dem Titel Jockey’s Lamentation und The Recruiting Officer, or: The Merry Volunteers veröffentlicht. Das Lied erschien in einer Version auch in der Komödie The Recruiting Officer des irischen Dramatikers George Farquhar (1706). Mit wieder anderem Text wurde die Melodie 1728 in einem Duett von John Gay in The Beggar’s Opera verwendet. In den 1990er Jahren wurde das Lied für die Fernsehserie Die Scharfschützen von John Tams umgeschrieben.

## Hintergrund
Es wird vermutet, dass das Lied aus dem frühen 17. Jahrhundert auf früheren Aires aus Schottland basiert, etwa Jockey‘s Lamentation oder The Wind Has Blawn My Plaid Away (manchmal auch The Wind Has Blown My Plaid Away geschrieben). Die mit der Melodie verbundenen Texte sind teilweise romantisch wie bei Thomas d’Urfeys Jockey’s Lamentation oder in John Gays Beggar’s Opera. Während es in George Farquhars Werk The Recruiting Officer und d’Urfeys The Recruiting Officer, or: The Merry Volunteers um die Werbung neuer Soldaten für den Kriegseinsatz der britischen Armee geht. Es kam mit den Truppen von Europa in die britischen Kolonien nach Nordamerika. Farquhars Version entwickelte sich zu einem beliebten Lied der britische Truppen während der Kampfhandlungen mit Spanien und Frankreich in den Napoleonischen Kriegen.

## Textversionen (Auswahl)
| Thomas d’Urfey | George Farquhar | Queen Anne | John Tams |
| --- | --- | --- | --- |
| Jockey met with Jenny fair Aft by the dawning of the day; But Jockey now is fu’ of care Since Jenny staw his heart away. Altho’ she promis’d to be true She proven has, alake! unkind Which gars poor Jockey aften rue That e'er he loo’d a fickle mind. Tis o’er the hills and far away The wind has blawn my plaid away … Since that she will nae pity take I maun gae wander for her sake And, in ilk wood and gloomy grove I’ll, sighing, sing, Adieu to love. Since she is fause whom I adore I’ll never trust a woman more; Frae a their charms I’ll flee away And on my pipes I’ll sweetly play, O’er hills and dales and far away The wind has blawn my plaid away. | Our ’prentice Tom may now refuse To wipe his scoundrel Master's Shoes, For now he’s free to sing and play Over the Hills and far away. Refrain: Over the Hills and O’er the Main, To Flanders, Portugal and Spain, The queen commands and we'll obey Over the Hills and far away. We all shall lead more happy lives By getting rid of brats and wives That scold and bawl both night and day – Over the Hills and far away. Refrain: Courage, boys, ’tis one to ten, But we return all gentlemen All gentlemen as well as they, Over the hills and far away. Refrain: | Hark now the drums beat up again For all true soldier gentlemen So let us list and march I say And go over the hills and far away Refrain: Over the hills, and o'er the Main To Flanders, Portugal and Spain Queen Anne commands and we'll obey And go over the hills and far away. Come gentlemen that have a mind To serve a queen that’s good and kind Come list and enter in to pay And go over the hills and far away. Refrain: No more from sound of drum retreat When Marlborough and Galway beat The French and Spaniards every day Over the hills and far away. Refrain: | Here’s forty shillings on the drum For those who volunteer to come, To ’list and fight the foe today Over the Hills and far away Refrain: O’er the hills and o’er the Main Through Flanders, Portugal and Spain King George commands and we obey Over the hills and far away When duty calls me I must go To stand and face another foe But part of me will always stray Over the hills and far away Refrain: If I should fall to rise no more As many comrades did before Then ask the fifes and drums to play Over the hills and far away Refrain: Then fall in lads behind the drum With colours blazing like the sun Along the road to come what may Over the hills and far away |

## Rezeption
Die Melodie ist zudem als Vertonung des Kinderreims Tom, the piper’s son (1808) bekannt. Eine Textvariation findet sich auch im Nursery Rhyme Book von Andrew Lang und L. Leslie Brooke aus dem Jahr 1897, das auf Tom, the piper’s son Bezug nimmt, der dieses Lied auf seiner Flöte spielt.
There was a wind, it came to me

Over the south and over the sea,

And it has blown my corn and hay

Over the hills and far away.

But though it left me bare indeed,

And blew my bonnet off my head,

There’s something hid in Highland brae,

It has not blown my sword away.

Then o’er the hills and over the dales,

Over all England, and thro’ Wales,

The broadsword yet shall bear the sway,

Over the hills and far away!
In der Sammlung Wit and Mirth, or Pills to Purge Melancholy (in etwa: „Witz und Heiterkeit, oder Pillen, um die Melancholie zu beseitigen“) aus dem Jahr 1719 ist bereits von diesem Tom, the piper’s son die Rede, der diese melancholische Melodie spielte.
In den Jahren 1754 bis 1763 wurde auf nordamerikanischem Boden ein Krieg um die Vormachtstellung in diesem Gebiet zwischen Großbritannien und Frankreich ausgetragen. Unter den Offizieren befand sich der junge Lieutenant Colonel George Washington. Seine Truppen sangen Over the Hills and Far Away mit eigenen Texten, beispielsweise als sie durch Philadelphia marschierten, um bei der Bevölkerung einen guten Eindruck zu hinterlassen. Durch Washingtons Einsatz für die amerikanische Unabhängigkeit entwickelte sich das Lied zu einem Siegeslied der frühen Amerikaner.

## Interpretationen (Auswahl)
- The Royal Scots Dragoon Guards: Over the Hills and Far Away In: Spirit Of The Glen. Orchesterversion instrumental.[12]
- John Tams: Over the Hills and Far Away aus dem Album Over the Hills and Far Away: The Music of Sharpe.[13]
- Martin Carthy: Over the hills and Far away Version aus dem Album Landfall 1971.[14]